# Sarmizegetusa
Sarmizégétuse
Pour la localité actuelle, voir Sarmizegetusa (Hunedoara).
Sarmizégétuse ou Sarmizegetusa Regia en latin (à ne pas confondre avec le village actuel de Sarmizegetusa, ancien Ulpia Traiana Sarmizegetusa, éloigné de 43 km à l'ouest), est une cité antique érigée dans les monts d'Orăștie, dans le village de Grădiștea de Munte (commune d'Orăștioara de Sus, județ de Hunedoara, Transylvanie, Roumanie). Sous le règne du roi Décébale, elle fut la capitale des Daces (les Thraces du nord, dits aussi Gètes par les Grecs). L'empereur romain Trajan en fit le siège en 101-102 dans sa première campagne contre Décébale. Sarmizégétuse est l'une des six cités fortifiées daces qui furent inscrites au patrimoine mondial de l'UNESCO en 1999.

## Étymologie du nom
Le nom de la ville pourrait témoigner d'une présence sarmate plusieurs siècles avant notre ère et son nom s'apparenterait alors à celui, plus tardif, de Sermizelles (signifiant en français « montagne », uza des Sarmates).
Mais Sarmizégétuse peut aussi provenir de Sarmis, nom dace du dieu Hermès ; get (« Gètes ») étant l'autre nom des Daces, chez les auteurs grecs. Le suffixe -usa de Sarmizegetusa est une terminaison toponymique que l'on retrouve aussi dans des noms comme Argenusa et Syracusa. Dans ce cas, Sarmizégétuse (forme française comme Syracuse) signifierait : « Lieu gète dédié à Sarmis/Hermès ».

## Description
Le site archéologique de Sarmizégétuse est un ensemble assez complexe de zones à fonctions différentes : cultuelles, défensives, d'habitation. Des redoutes bâties dans les montagnes alentour, avec lesquelles elle communiquait par des chemins de montagne, ont été multipliées au fil du temps pour résister à l'attaque des Romains, qui voulaient à la fois mettre fin aux expéditions de pillage des Daces sur l'Empire, et s'emparer de l'or et du sel transylvains. La cité avait une fonction militaire, spirituelle et politique, et comportait plusieurs zones sacrées, dont celle du calendrier permettant d'ordonnancer les cultes et le rythme des travaux : la religion des Daces, proche de l'orphisme, était un culte à mystères relié aux phénomènes naturels.
L'organisation spatiale de l'ensemble reflète celle de la société dace. Celle-ci illustre la « trilogie indo-européenne » définie par Dumézil : les Daces sont gouvernés par des dynasties de rois-prêtres (Polistes) entourés de cavaliers aristocrates (Tarabostes) et de paysans guerriers (Comates). Les zones centrales de Sarmizégétuse et notamment les alentours du calendrier sont occupées par les Polistes, sortes de druides qui, pour marquer leur appartenance, se couvrent la tête d'un bonnet de feutre blanc. Les zones fortifiées sont celles des Tarabostes, aristocrates propriétaires de forêts, de rivières, de gués et de moulins, qui ne sauraient travailler mais qui doivent fournir à leurs frais l'armement et les chevaux de l'armée dace : leur destin est de transmettre et d'exercer l'art de la guerre. Pour marquer leur appartenance ils se couvrent la tête d'un bonnet de feutre rouge (proche du bonnet phrygien des Thraces d'Anatolie) : ils forment la classe des cavaliers. Par un système d'adduction de l'eau des sources environnantes, les Polistes et les Tarabostes disposaient de l'eau courante dans leurs maisons. Les zones périphériques de la cité, au contact des prés et des champs environnants, sont le domaine des Comates (coma = crinière) qui combattent à pied : soldats, paysans, artisans, ils portent les cheveux longs (capillati) et portent un bonnet de laine sombre. Tous sont des hommes libres.
Construite en haut d'un rocher de 1 200 m de hauteur, Sarmizégétuse comportait 6 citadelles (Blidaru, Piatra Roșie, Costești, Căpâlna et Banița). On ne sait pas si leur emplacement est uniquement dû à la topographie ou s'il a aussi une fonction symbolique ou représentative (des tribus environnantes). La forteresse principale était faite de quatre parties en pierre massive et occupait cinq terrasses, sur une superficie de 30 000 m2. Tout autour, sur une large région (de plus de 500 km2), il y avait ici et là, des fortifications, de petites redoutes et des tours de guet.
Après la conquête romaine, la capitale de la province Dacia Felix fut transférée à Ulpia Traiana Sarmizegetusa, située à côté de l'actuelle ville de Hațeg (à une distance de 40 km de l'ancienne cité de Sarmizégétuse).

## Galerie

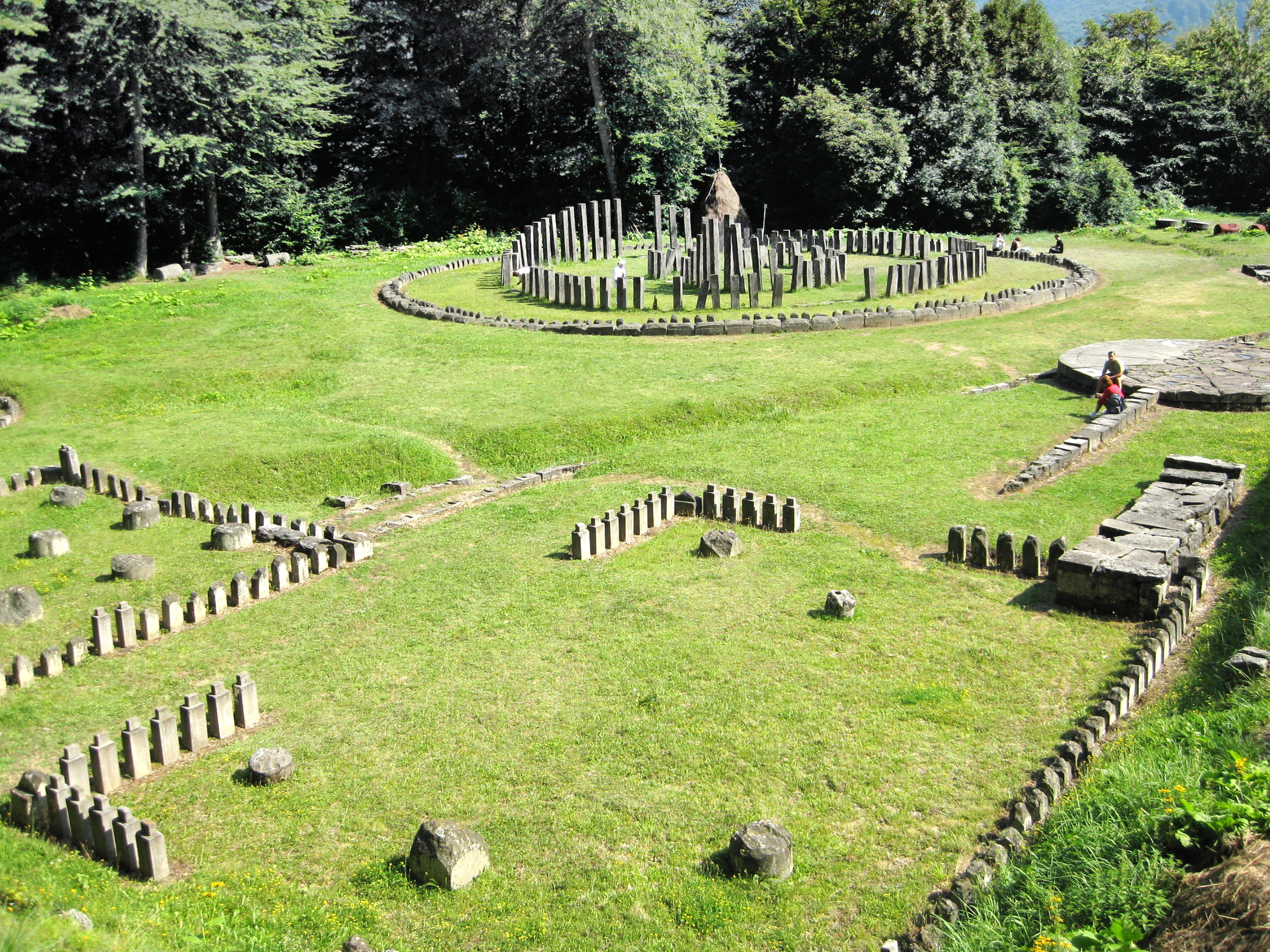
Ruines de Sarmizégétuse
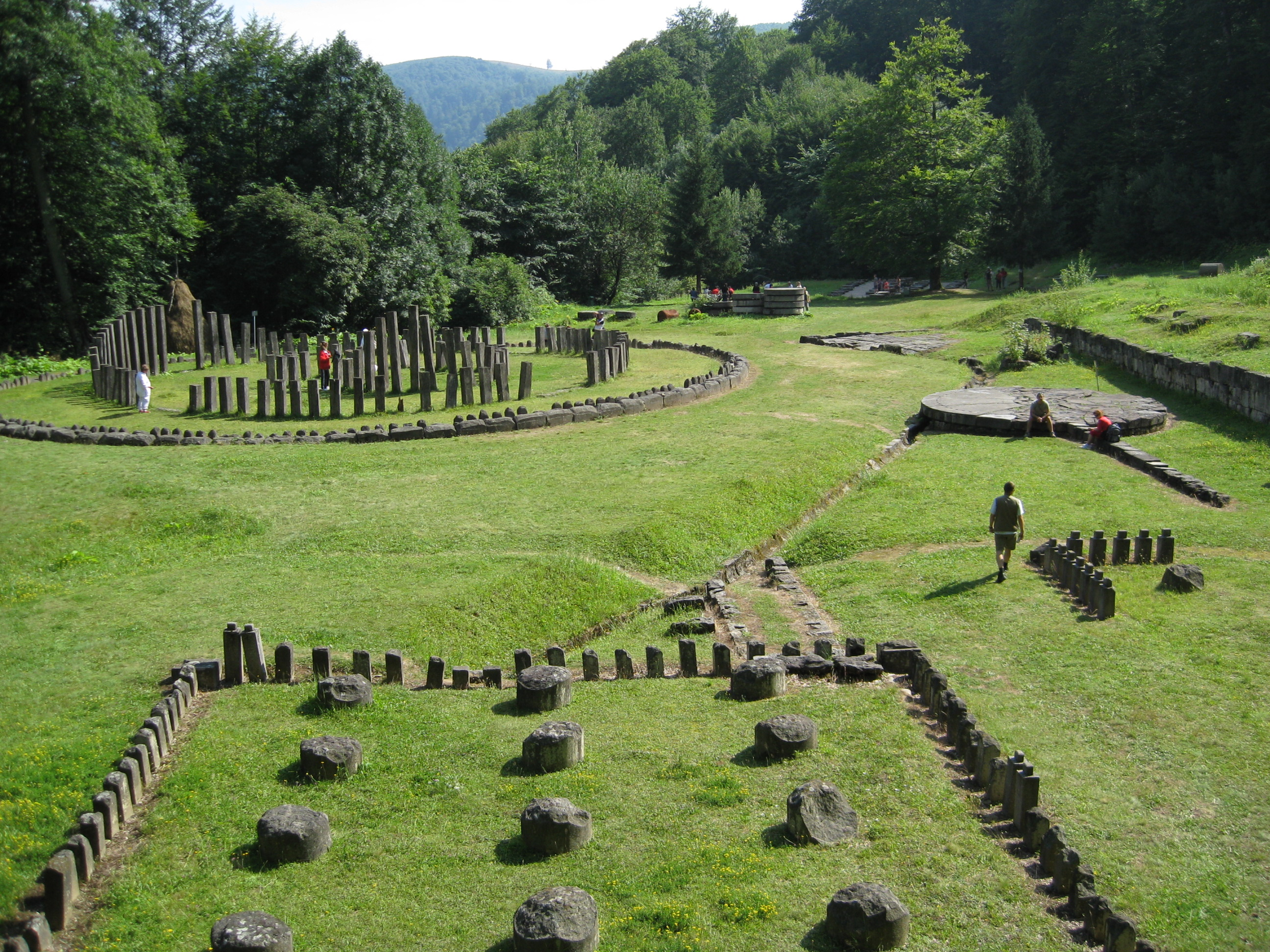
Sanctuaires d'andésite
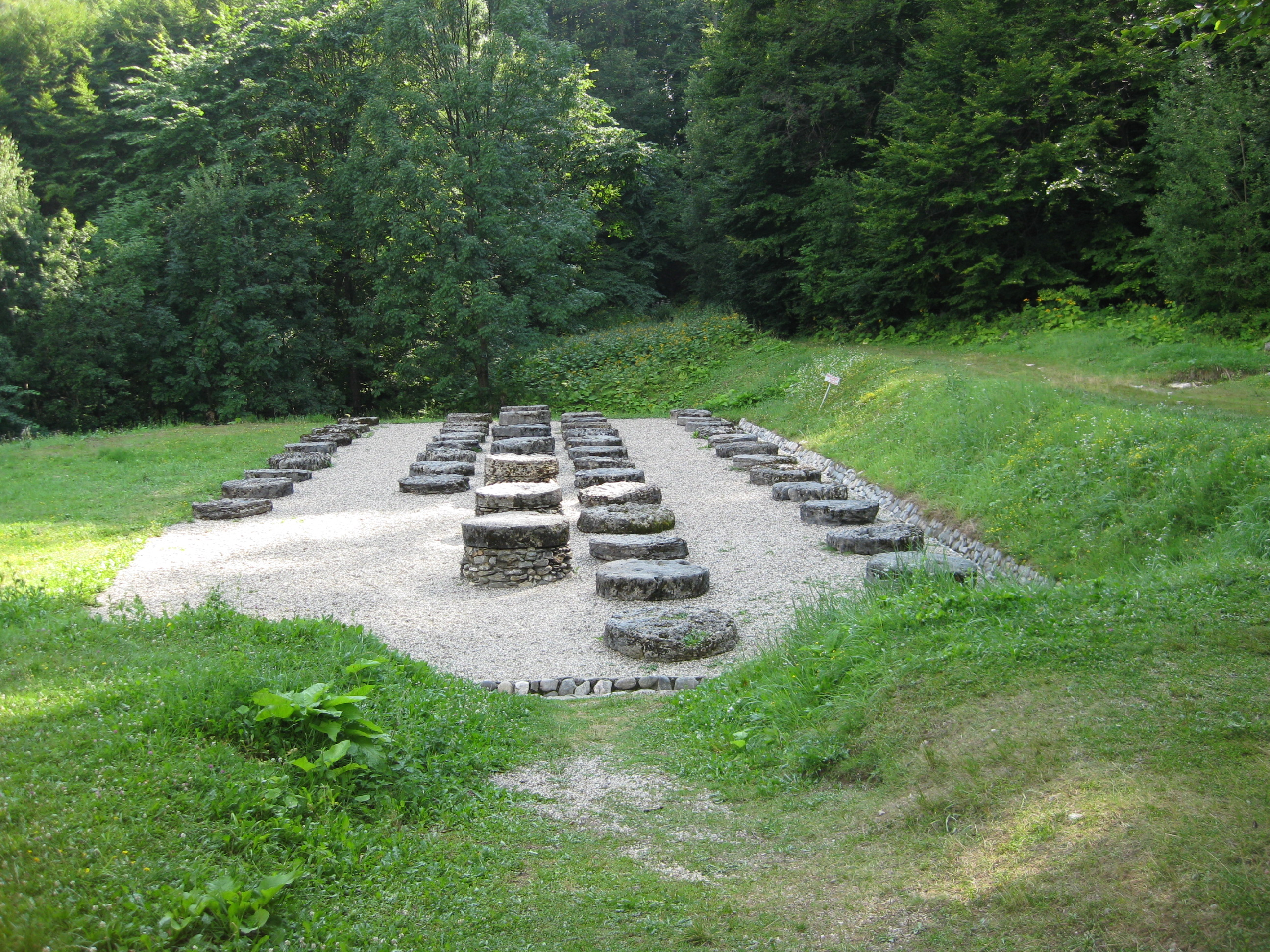
Grand sanctuaire en calcaire
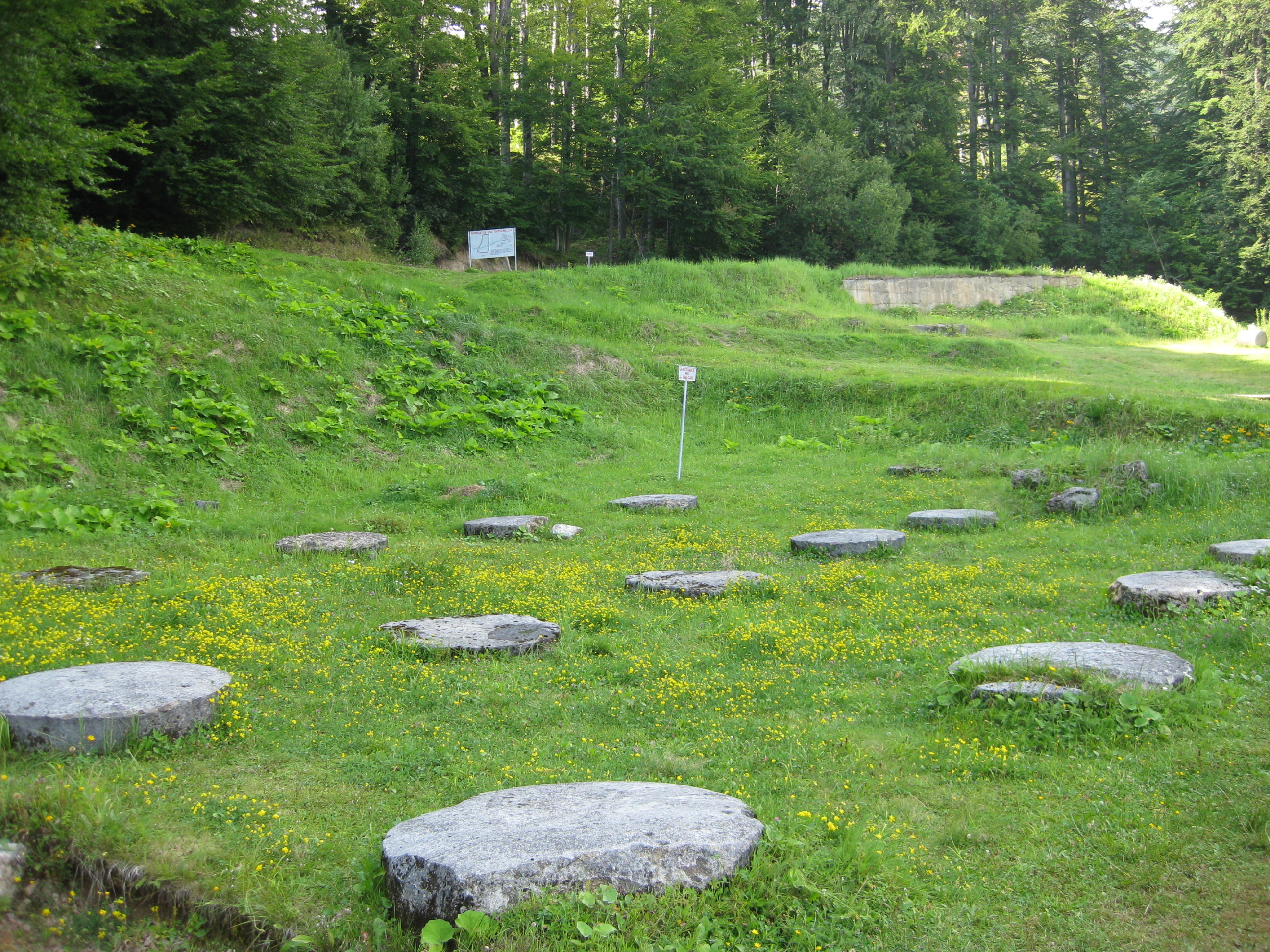
Petit sanctuaire en calcaire
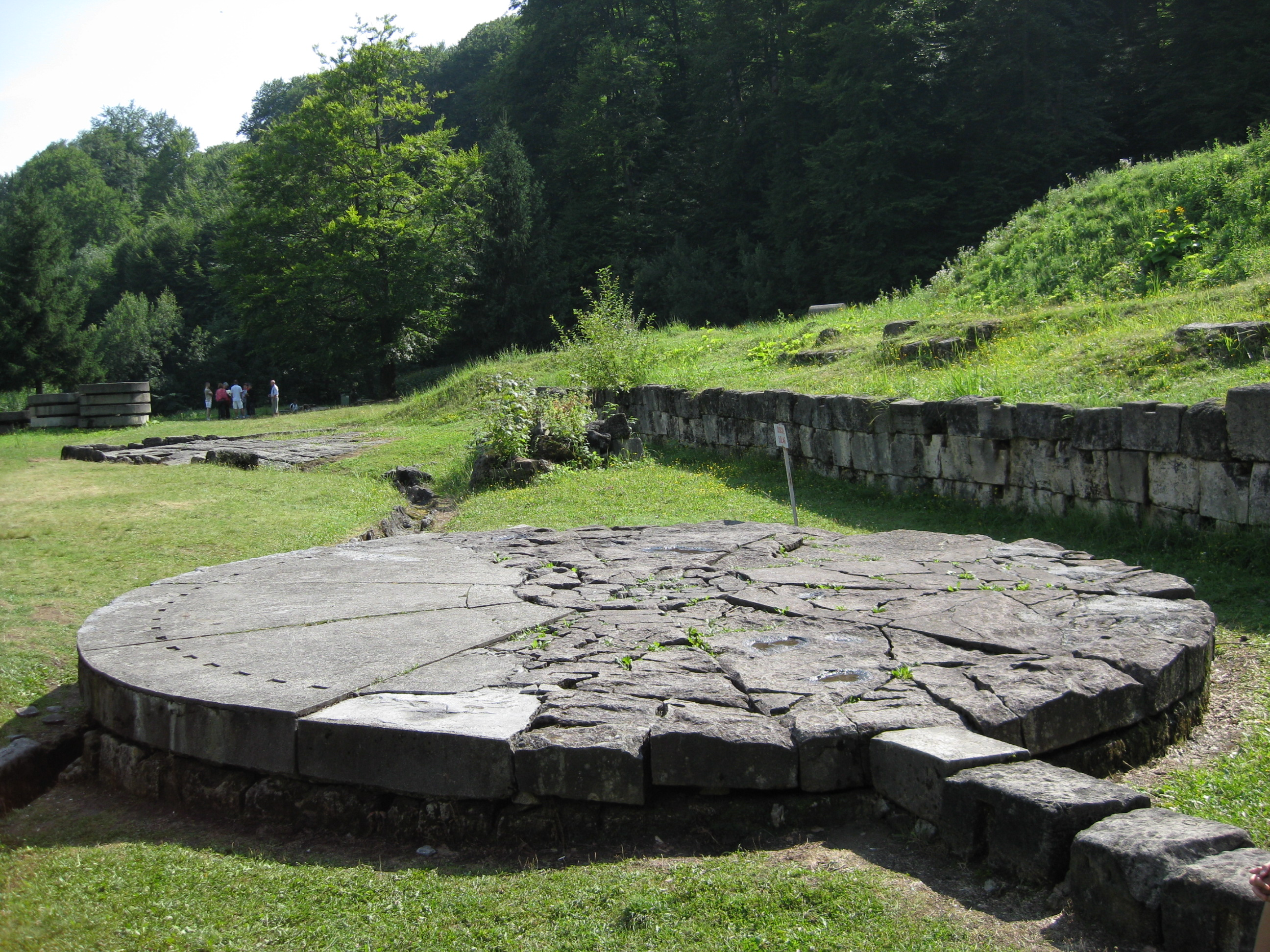
Calendrier solaire
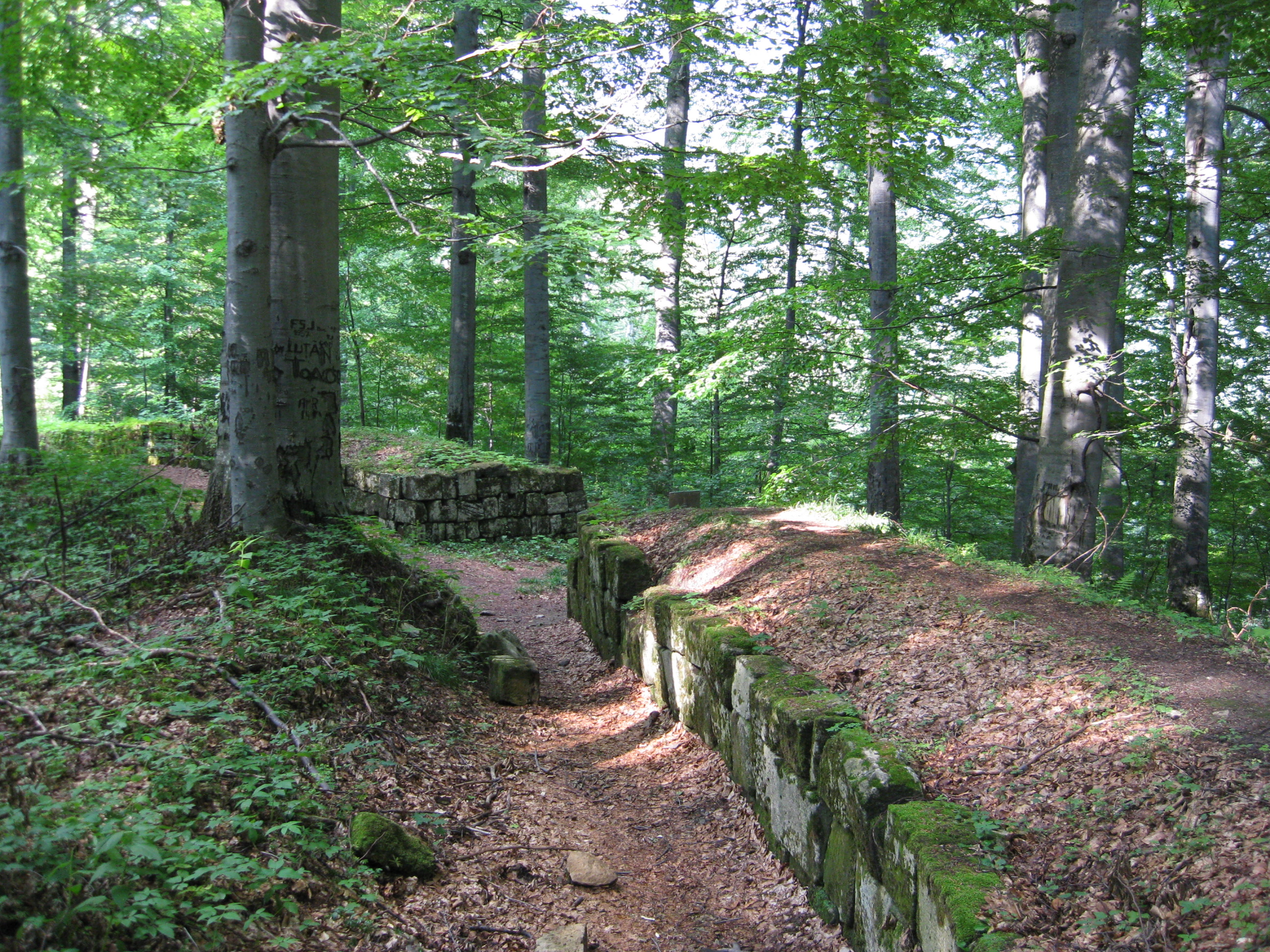
Rempart de Sarmizégétuse
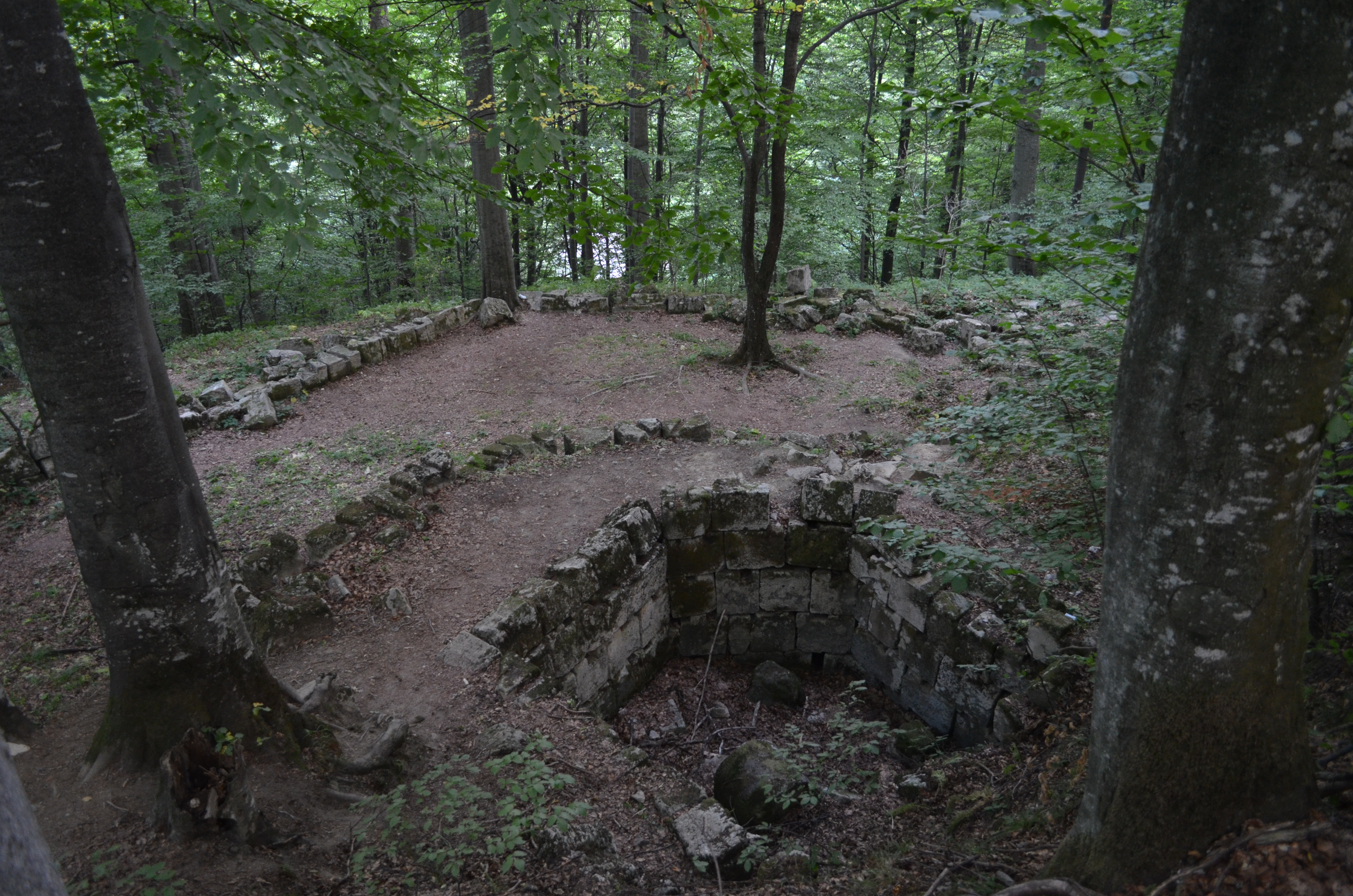
Tour de garde
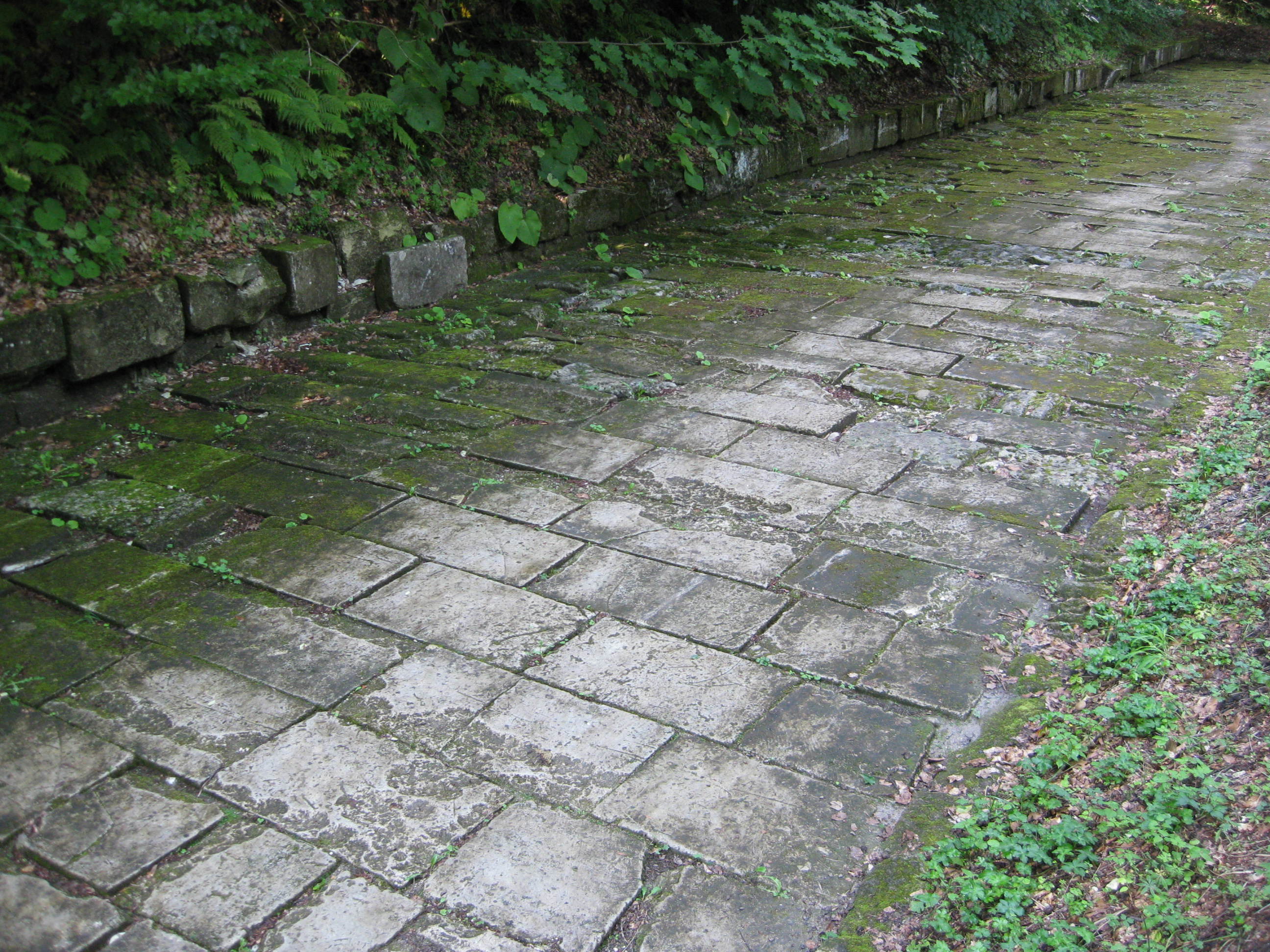
Route pavée de Sarmizégétuse
Plan général
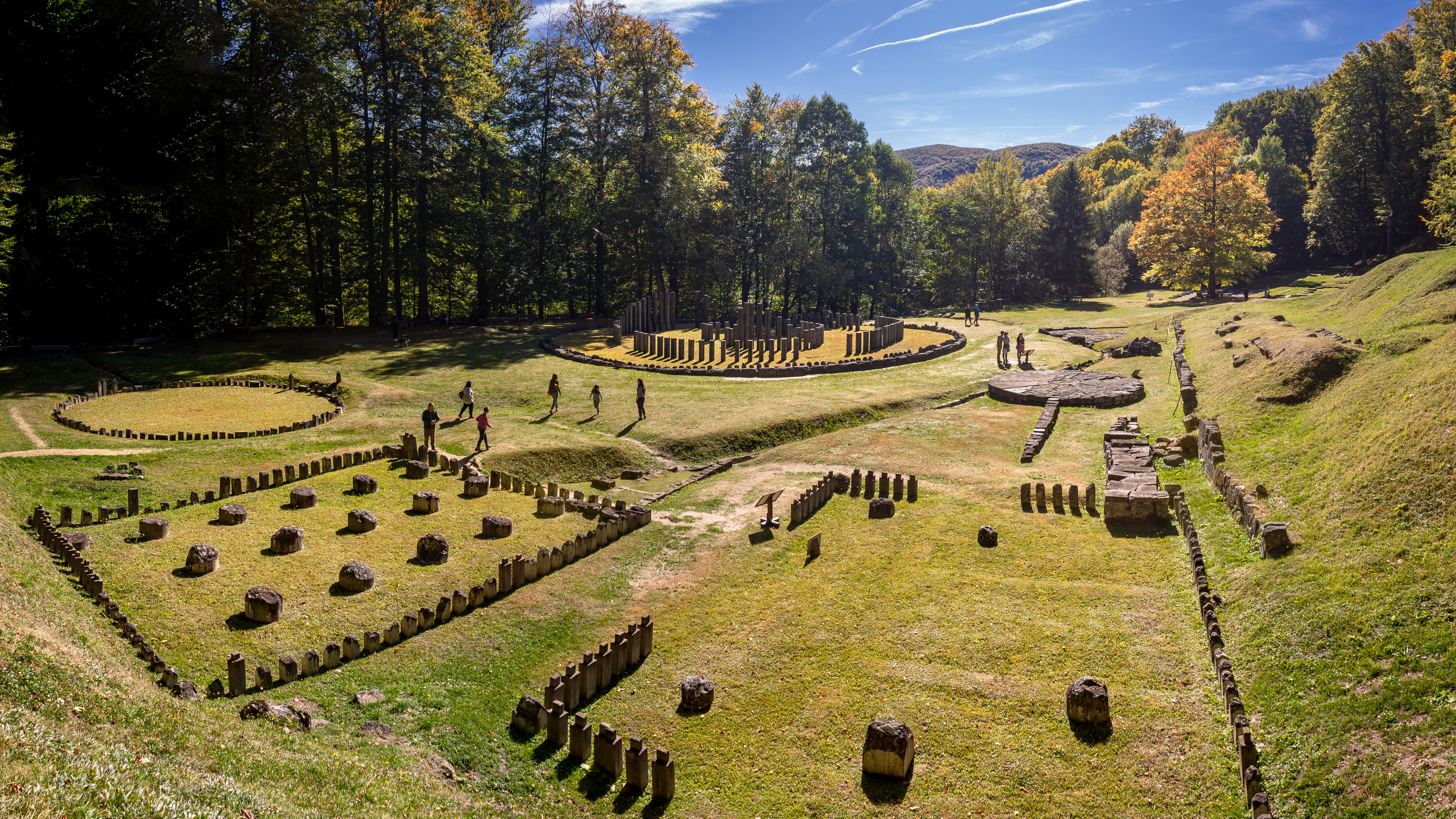
Le site de Sarmizegetusa. Octobre 2019.